# Psi Aquilae
Psi Aquilae (48 Aquilae) é uma estrela na direção da constelação de Aquila. Possui uma ascensão reta de 19h 44m 34.19s e uma declinação de +13° 18′ 10.1″. Sua magnitude aparente é igual a 6.25. Considerando sua distância de 809 anos-luz em relação à Terra, sua magnitude absoluta é igual a −0.72. Pertence à classe espectral B9III-IV.